# Republikánská unie
Republikánská unie byla pravicová politická strana v Československu a České republice v letech 1990 až 2003.

## Historie
Po Sametové revoluci se objevila v Československu i myšlenka na založení strany, která by se inspirovala programem Republikánské strany ve Spojených státech. Budování Republikánské unie začíná již na přelomu listopadu a prosince 1989. Republikánských a jim příbuzným subjektů se v té době formovalo několik a probíhaly i pokusy o koordinaci jejich činnosti a jejich spolupráci. V lednu 1990 se sloučila s krátce existující Československou stranou svobodných demokratů a s Liberální evropskou stranou. Na začátku roku 1990 proběhlo také období krátké spolupráce s tehdejší Republikánskou stranou Miroslava Sládka, když se ale Republikánská unie 6. března 1990 zaregistrovala, již se „Sládkovci“ nespolupracovala.
Republikánská unie se následně již 10. března spojila s několika dalšími hnutími (Strana ústavní demokracie, Strana svobodných demokratů a Strana československé demokracie) do uskupení Svobodný blok. V jeho řadách – navzdory napadnutí kandidatury Miroslavem Sládkem, které soud zamítl – kandidovala ve volbách do ČNR a do obou komor Federálního shromáždění, do Sněmovny lidu i Sněmovny národů, ale výsledky se pohybovaly od 0,8 % do 1,09 % hlasů.
Již v dubnu 1990 navíc Republikánská unie navázala krátkodobou spolupráci s Křesťansko-demokratickou stranou a dalšími menšími subjekty. V listopadu 1990 pak iniciovala kolegium pravicových stran a hnutí, kterého se zúčastnily i Moravská národní strana nebo Klub angažovaných nestraníků, naopak Občanská demokratická aliance patřila mezi subjekty, které se z brněnského setkání omluvily. Ve stejném měsíci se koalice Republikánská unie – Svobodný blok zúčastnila komunálních voleb v roce 1990, získala ale jen 0,8 % hlasů a 82 mandátů. Mimo jiné ale získala 3,1 % hlasů ve volbách v Praze a získala tak tři mandáty v zastupitelstvu hlavního města. Jedním ze zastupitelů unie tehdy byl herec Vítězslav Jandák.
Republikánská unie v této době vydávala své periodikum, Republikánské listy.
V roce 1992 se Republikánská unie zúčastnila parlamentních voleb na kandidátkách KAN.
Na rozdíl od Sládkovy SPR-RSČ se Republikánská unie na počátku 90. let vyhýbala odklonu k extrémní pravici, byť šlo v případě SPR-RSČ o voličsky úspěšný tah. Předsedou unie byl od roku 1990 Igor Klimovič, který působil jako zastupitel v Praze, ve funkci předsedy zůstal minimálně do roku 1993.
V roce 1993 se měla Republikánská unie transformovat na Unii republikánů a následně na Konzervativní stranu. Přesto i v dalším období existuje republikánský subjekt s původním názvem. V roce 1994 znovu kandidovala v komunálních volbách, ale neobhájila ani svůj výsledek z roku 1990 a získala jen 0,1 % hlasů a tři mandáty. V roce 1998 za unii kandidoval bývalý Sládkův republikánský poslanec Josef Krejsa ve volbách do Senátu, ale obsadil na Liberecku se ziskem pouhých 0,56 % hlasů poslední místo.
Ještě v roce 2000 se Republikánská unie zúčastnila na Liberecku a Plzeňsku krajských voleb, ale nepřekročila ani hranici 0,1 % hlasů.
V září 2001 byla činnost Republikánské unie pozastavena z důvodu opakovaného nepředkládání výročních finančních zpráv; vzhledem k tomu, že k nápravě nedošlo, byla v roce 2003 unie rozpuštěna rozsudkem Nejvyššího správního soudu.
Následný pokus o obnovení skončil 17. května 2008. Na tzv. sjezdu republikánského hnutí došlo ke sloučení několika subjektů včetně Republikánské unie do Sdružení pro republiku – Republikánské strany Československa.